# Черник (Ивано-Франковская область)
Черник (укр. Черник) — село в Пасечнянской сельской общине Надворнянского района Ивано-Франковской области Украины.
Население по переписи 2024 года составляло 1052 человек. Занимает площадь 0.398 км². Почтовый индекс — 78435.